# N-Fenetil-14-etoksimetopon
N-Fenetil-14-etoksimetopon' je lek koji je derivat metopona. On je potentan analgetik, oko 60 puta jači nego morfin i proizvodi konstipaciju u znatno manjoj meri.
N-fenetil-14-etoksimetopon deluje kao agonist na μ- i δ-opioidnim receptorima, sa Ki od 0.16nM na μ i 3.14nM na δ.

## Spoljašnje veze
|  | Molimo Vas, obratite pažnju na važno upozorenje u vezi sa temama iz oblasti medicine (zdravlja). |